# バール・スノー
バール・スノー（Val Snow）ことローレンス・バレット・スノー（Laurence Vallette "Val" Snow, 1945年2月9日 - 2011年5月8日）は、アメリカ合衆国・ユタ州出身のプロ野球選手（投手）。
1974年に日本へ渡り、日本ハムファイターズへ入団したが、初登板試合に姿を見せずに無断で帰国、無期限失格選手に指名された。
名前については、バール・スノーのほか「バール」「スノー」「バレット」など、さまざまな表記がある。日本プロ野球での登録名は「バール」であったものの、英字表記は「LAWRENCE SNOW」となっており、こちらも表記揺れがあった。

## 経歴

### アメリカ時代
ユタ州立大学卒業。1966年にニューヨーク・メッツ傘下、1967年にクリーブランド・インディアンス傘下のマイナーリーグ加盟球団でプレー。マイナー所属前の1964年にはシンシナティ・レッズから声がかかったものの、契約直前の新婚旅行中に自動車事故で負傷、機会を逸したという。1973年には大学で投手コーチをしていた。
ただし、経歴の細部は不明の点が多い。マイナー所属は大学卒業後とする文献がある一方、1967年で野球をやめ大学に進学して英文学を学んだとする文献もある。コーチをしていた大学についても「ユタ大」「ユタ州立大」「ユタ工大」「テクニクス大学（ユタ州）」と文献によりまちまちとなっている。生年月日や最終学歴については「不明」とする文献もある。

### 日本プロ野球時代

#### 日本ハム入団
1974年、貿易会社の社員として日本へ渡ったついでに日本ハムファイターズの入団テストを受け、3月26日付で入団。スピードもあり、カーブ、スライダーも良いとの評価であった。日本ハムファイターズ（前身球団除く）として初のカタカナ登録名による外国人選手であった。入団にあたっては、大学時代にスノーと同級だった日本の貿易会社社長が仲介にあたった。この年に新監督に就任した中西太以下首脳陣の期待は大きく、エースナンバーの背番号「18」を与えられた。

#### 失踪
末日聖徒イエス・キリスト教会の信者で酒やたばこ、コーラは口にせず、真面目な暮らしぶりであったが、初月給支給と翌日の二軍（イースタン・リーグ加盟）での登板を告げられた4月25日に突如失踪した。球団の捜索でも見つからず、4月30日に球団首脳部は契約解除を申請。一方入団を仲介した貿易会社の社長も球団の依頼でスノーを探しており、スノーが既に帰国していることを把握していた。本人によれば、滞在先のホテルに脅迫電話がかかったり、暴漢に襲われたりしたため、恐怖を感じて帰国したが、日本に戻る意思はあることを示唆する。社長は4月30日に球団に事態を連絡、復帰に向けて球団やパシフィック・リーグと交渉を始めた。スノーの帰国は5月2日に球団社長の三原脩が原因をホームシックとして説明し公となったが、復帰についてはたとえ日本に戻ってきても再契約するつもりはないと冷淡な態度を示した。

#### 契約解除・無期限失格選手指名
結局契約解除はパシフィック・リーグ（一軍加盟リーグ）の事務局に受理され、5月4日に公示された。同国のプロ野球を統括する日本野球機構コミッショナー事務局は、スノーを5月9日付でパシフィック・リーグ初、国内では1971年の高山忠克以来2例目の無期限失格選手に指名した。

### 日本プロ野球での無期限失格後
その後の人生については定かではない。しかし、アメリカの家族歴を記録するサイト「Bob Moon & Patricia Anderson's Family History」によれば、2011年5月9日にカリフォルニア州コントラコスタ郡マーティネズで死亡したとある。ここに寄せられた経歴によれば、帰国後は長距離トラック運転手をしていたが、2009年ごろ咽頭癌に侵されたことから業務引退を余儀なくされ、最期はマーディネスのホスピスで息を引き取った。66歳没。二度にわたって恋人と死別するなど、波乱万丈の人生であったとされている。

## 詳細情報

### 年度別投手成績
- 一軍公式戦出場なし

### 背番号
- 18 （1974年）